# Jean Rouverol
Jean Rouverol Butler (* 8. Juli 1916 in St. Louis, Missouri; † 24. März 2017 in Wingdale, Dutchess County, New York) war eine US-amerikanische Schauspielerin und Drehbuchautorin.

## Leben und Karriere
Jean Rouverol wurde 1916 als Tochter der Theaterautorin Aurania Rouverol (1885–1956) geboren, die durch ihr Stück Skiddings zur Erfinderin der Andy Hardy Family wurde. Bereits im Alter von 16 Jahren spielte sie im Broadway-Stück Growing Paints, ein Jahr später stand sie als jugendliche Tochter von W. C. Fields in dem Komödienklassiker Das ist geschenkt (1934) erstmals vor der Kamera. In den folgenden Jahren spielte sie in weiteren Filmen, in denen sie meist Nebenrollen, gelegentlich aber auch weibliche Hauptrollen übernahm. 1937 hatte sie etwa eine Nebenrolle in der erfolgreichen Komödie Bühneneingang neben Katharine Hepburn, Ginger Rogers und Adolphe Menjou. Im Alter von gerade 24 Jahren beendete Rouverol ihre Filmkarriere, als sie 1940 den Drehbuchautor Hugo Butler heiratete. In den folgenden Jahren bekam sie vier Kinder, übernahm aber gleichzeitig noch eine Rolle in der langjährigen Radioserie One Man’s Family. Wie ihr Ehemann wurde Rouvenol dann auch Drehbuchautorin, ihre erste Arbeit schrieb sie 1950 für den Film So jung und so verdorben mit Paul Henreid und Rita Moreno.
Auf Anraten ihres Freundes Waldo Salt waren Butler und Rouverol 1943 der Kommunistischen Partei der USA beigetreten, als die Sowjetunion gerade im Zuge des Zweiten Weltkrieges mit den Vereinigten Staaten verbündet war. Obwohl sie schon Ende der 1940er-Jahre wieder die kommunistische Partei verlassen hatten, wurde dem Ehepaar dies in der McCarthy-Ära zum Verhängnis. Da sie eine Verhaftung befürchteten, wanderten sie mit ihren vier Kindern nach Mexiko aus, wo Butler mit Luis Buñuel arbeitete. In den USA geriet das Ehepaar zeitweise auf die Schwarze Liste. Dennoch konnte Rouverol im Jahre 1956 unbemerkt das Drehbuch zu Robert Aldrichs Film Herbststürme mit Joan Crawford verfassen. In den folgenden Jahren schrieb sie an mehreren Film-Drehbüchern, etwa für Die Madonna mit den zwei Gesichtern (1959) mit Carroll Baker sowie Große Lüge Lylah Clare (1968) mit Kim Novak. Ab den 1970er-Jahren arbeitete sie an den Drehbüchern zu verschiedenen Fernsehserien. Für ihre Arbeit an der Seifenoper Springfield Story erhielt sie einen Writers Guild of America Award.
Nach dem Tod ihres Ehemannes Hugo Butler im Jahre 1964 heiratete Rouverol nicht noch einmal; im hohen Alter lebte sie allerdings mit dem Schauspieler Cliff Carpenter (1915–2014) zusammen. Über vier Amtszeiten war sie im Vorstand der Writers Guild of America. Im Jahre 2000 veröffentlichte Rouverol das autobiografische Buch Refugees from Hollywood: A Journal of the Blacklist Year, welches von der schwierigen Situation ihrer Familie während der McCarthy-Ära handelt. 2009 spielte sie in dem Kurzfilm Finding Jean Lewis erstmals nach 69 Jahren wieder in einem Film mit. Sie starb im März 2017 im Alter von 100 Jahren.

## Filmografie
Als Schauspielerin
- 1934: Das ist geschenkt (It’s a Gift)
- 1935: Oberarzt Dr. Monet (Private Worlds)
- 1935: Mississippi
- 1935: Bar 20 Rides Again
- 1936: The Leavenworth Case
- 1937: Fatal Lady
- 1937: The Road Back
- 1937: Bühneneingang (Stage Door)
- 1938: Annabel Takes a Tour
- 1938: The Law West of Tombstone
- 1938: Western Jamboree
- 1940: Jack Pot (Kurzfilm)
- 2009: Finding Jean Lewis (Kurzfilm)

Als Drehbuchautorin
- 1950: So jung und so verdorben (So Young So Bad)
- 1951: Search for Tomorrow (Fernsehserie)
- 1952: Ein Baby kommt selten allein (The First Time)
- 1956: Herbststürme (Autumn Leaves)
- 1959: Die Madonna mit den zwei Gesichtern (The Miracle)
- 1963: Face in the Rain
- 1968: Große Lüge Lylah Clare (The Legend of Lylah Clare)
- 1974: Unsere kleine Farm (Fernsehserie, eine Folge)
- 1975–1976: Springfield Story (Fernsehserie)
- 1980er-Jahre: Jung und Leidenschaftlich – Wie das Leben so spielt (Fernsehserie)